# Asajirus gulosus
Asajirus gulosus är en sjöpungsart som först beskrevs av Monniot 1984.  Asajirus gulosus ingår i släktet Asajirus och familjen Hexacrobylidae. Inga underarter finns listade i Catalogue of Life.